# Turtle (DC Comics)
Turtle è il nome di due supercriminali della DC Comics, nemici di Flash.

## Biografia dei personaggi

### Turtle (Golden Age)
Il Turtle originale era un criminale degli anni quaranta che utilizzava trucchi di lentezza contro il Flash della Golden Age, Jay Garrick, ma la cui arma principale era una pianificazione deliberatamente lenta. Dopo alcuni scontri con Flash, Turtle svanì dalla scena. Anni dopo, Turtle Man portò avanti la sua eredità. Dopo il debutto del terzo Flash, Wally West, negli anni recenti, il Turtle originale cominciò a ricomparire, ora con il nuovo Turtle Man come scagnozzo, per prendere in consegna Keystone City dal sottosuolo. Uno scontro finale con Wally e si suoi alleati distrusse il quartier generale di Turtle, e si pensa che anche lui perse la vita.

### Turtle Man (Silver Age)
Turtle Man (a volte facendosi chiamare semplicemente Turtle) fu il primo nemico che utilizzò dei trucchi affrontato dal secondo Flash, Barry Allen, e comparve a Central City poco dopo il debutto di Barry nei panni di Flash. Utilizzando originariamente la sua lentezza come arma, Turtle Man era anche un genio della scienza (e anche parecchio ricco) che creò dei dispositivi basati sulla lentezza. Turtle Man ebbe solo una manciata di scontri con Flash. In anni recenti, il Turtle originale incontrò il suo "successore". Impressionato dal talento scientifico di quest'ultimo, il primo Turtle si alleò con lui nel tentativo di impadronirsi di Keystone City. Un incidente in laboratorio azzoppò Turtle Man in quel periodo. Dopo che il terzo Flash e i suoi alleati trovarono il loro quartier generale sotterraneo, sembrò che il Turtle originale si suicidò, mentre la sua controparte più giovane venne presa in custodia. Successivamente, Turtle Man ricomparve, e sembrò essersi rimesso dalle ferite avute.
Durante la Crisi infinita, Turtle fu un membro della Società segreta dei supercriminali di Alexander Luthor Jr., che impersonava Lex Luthor.

## Altri media
Turtle comparve nell'episodio Flash, l'eroe della serie animata Justice League Unlimited. Fece un cameo nel Museo di Flash e nel bar in cui i Nemici di Flash andavano a bere.
Nella serie TV The Flash, Turtle appare in un episodio della seconda stagione interpretato da Aaron Douglas.